# Cessey-sur-Tille
Cessey-sur-Tille är en kommun i departementet Côte-d'Or i regionen Bourgogne-Franche-Comté i östra Frankrike. Kommunen ligger i kantonen Genlis som tillhör arrondissementet Dijon. År 2022 hade Cessey-sur-Tille 625 invånare.

## Befolkningsutveckling
Antalet invånare i kommunen Cessey-sur-Tille
Referens:INSEE